# Forneo
Forneo, född 24 december 2001 i delstaten Mexiko, är en mexikansk fribrottare som sedan 2024 brottas i Consejo Mundial de Lucha Libre, Mexikos största och äldsta fribrottningsförbund. Forneo spelar en ond men karismatisk karaktär och är en atletiskt skicklig brottare. Han brottades tidigare i Bandidos förbund, Big Lucha, där han tillhörde gruppen Heel Flyers tillsammans med Torito Negro, Limbo och Sol.
I skolturneringen Torneo de Escuelas för CMLL den 9 februari 2024 var Forneo en del av det vinnande laget som besegrade rekryterna från Comarca Lagunera. Detta gav honom och hans lag en finalplats mot laget från Puebla. I finalen tog han senare hem segern åt sitt lag genom att besegra brottaren Xelhua med ett armlås.